# Lubomír Toufar
Lubomír Toufar (* 26. března 1954) je český politik, v letech 2013 až 2017 poslanec Poslanecké sněmovny PČR, v letech 2010 až 2013 starosta města Blanska a člen ČSSD.

## Život
Po střední škole nastoupil do společnosti Univa Blansko, kde pracoval až do roku 1987 (končil na pozici vedoucího odboru plánování a financování) a přitom dálkově vystudoval organizaci a ekonomiku řízení na Vysokém učení technickém v Brně. V roce 1987 nastoupil na tehdejší ONV Blansko do pozice vedoucího odboru místního hospodářství. Následně pracoval na živnostenském úřadu (od roku 1991 jako vedoucí oddělení a od roku 1994 jako vedoucí okresního živnostenského úřadu). Krátce působil také jako přednosta okresního úřadu. V letech 2003 až 2008 pracoval ve funkci ředitele odloučeného pracoviště Úřadu pro zastupování státu ve věcech majetkových.

## Politické působení
Do komunální politiky vstoupil při volbách v roce 2002, kdy byl zvolen jako člen ČSSD do Zastupitelstva města Blanska. Mandát zastupitele města obhájil i v komunálních volbách v roce 2006 a v komunálních volbách v roce 2010. Kromě toho působil v letech 2002 až 2006 v pozici radního města a v letech 2008 až 2010 jako místostarosta města. V listopadu 2010 byl zvolen starostou města Blanska.
Ve volbách do Poslanecké sněmovny PČR v roce 2013 kandidoval ze šestého místa v Jihomoravském kraji za ČSSD a byl zvolen. Vzhledem k zisku mandátu poslance se rozhodl ke konci roku 2013 rezignovat na post starosty města Blanska.
V komunálních volbách v roce 2014 obhájil za ČSSD post zastupitele města Blanska (na kandidátce byl původně na 9. místě, vlivem preferenčních hlasů se posunul na 3. místo, strana získala ve městě 7 mandátů). Ve volbách do Poslanecké sněmovny PČR v roce 2017 již nekandidoval.